# Ixtapa (kommun)
Ixtapa är en kommun i Mexiko.   Den ligger i delstaten Chiapas, i den sydöstra delen av landet, 700 km öster om huvudstaden Mexico City. Arean är 313 kvadratkilometer.
Terrängen i Ixtapa är bergig åt sydost, men åt nordväst är den kuperad.
Följande samhällen finns i Ixtapa:
- Ixtapa
- El Nopal
- Nuevo San Miguel Mitontic
- Modelo
- Multajo
- Victórico R. Grajales
- Francisco Javier Mina
- Telestaquio
- Carlos A. Vidal
- Plan de Ayala
- El Manguito Buenavista
- Llano Bajo
- La Traya
- Nuevo Porvenir
- San José Puente de Tierra
- Lindavista
- Congregación las Pilas
- Nuevo Poblado la Ciénega